# Cheile Turului
Cheile Turului, Cheile Turenilor sau Cheile Copandului (în maghiară Túri-hasadék) este o arie protejată de interes național ce corespunde categoriei a IV-a IUCN (rezervație naturală, tip mixt) cu o suprafață de 25 ha, aflată la nord de municipiul Turda, în județul Cluj.
Rezervația naturală Cheile Turului este administrată de Consiliul Județean Cluj, respectiv de comuna Tureni.

## Etimologie
“Chei” (conform DEX) = vale îngustă, lipsită de albie majoră, între doi pereți abrupți, unde apa râului, întâlnind roci compacte, exercită o puternică eroziune în adâncime.

## Descriere
Rezervația naturală a fost declarată arie protejată prin Legea Nr.5 din 6 martie 2000 (privind aprobarea Planului de amenajare a teritoriului național - Secțiunea a III-a - zone protejate) și este inclusă în situl de importanță comunitară Cheile Turenilor).
Cheile au o lungime de 1.850 m, iar pereții (înalți de 100-150 m) sunt decorați cu diferite forme carstice: cascade, marmite, peșteri etc. Sunt relativ greu de străbătut. Au fost săpate de Valea Racilor în calcare jurasice și sunt situate între comuna Tureni și satul Copăceni, la mică distanță de drumul european E60, Cluj-Turda.
Cercetările arheologice efectuate aici în perioada 1985-1988 au dus la descoperirea a 53 de complexe de locuire, datate începând cu neoliticul mijlociu.
În Chei există 29 de peșteri, printre care Peștera cu Silex (64 m lungime), Peștera de sub grohotiș (27,5 m), Peștera Vulturilor, Șura Mică. Alte atracții turistice sunt Colțul Câinilor și Stâna Crinilor.

## Biodiversitate
Pe teritoriul ariei protejate se regăsesc trei tipuri de habitate naturale de interes comunitar (Comunități rupicole calcifile sau pajiști bazifite din Alysso-Sedion albi; Tufărișuri subcontinentale peri-panonice și Versanți stâncoși cu vegetație chasmofitică pe roci calcaroase); ce adăpostesc elemente floristice și faunistice diverse, printre care se află mai multe specii protejate la nivel european sau enumerate pe lista roșie a IUCN. 

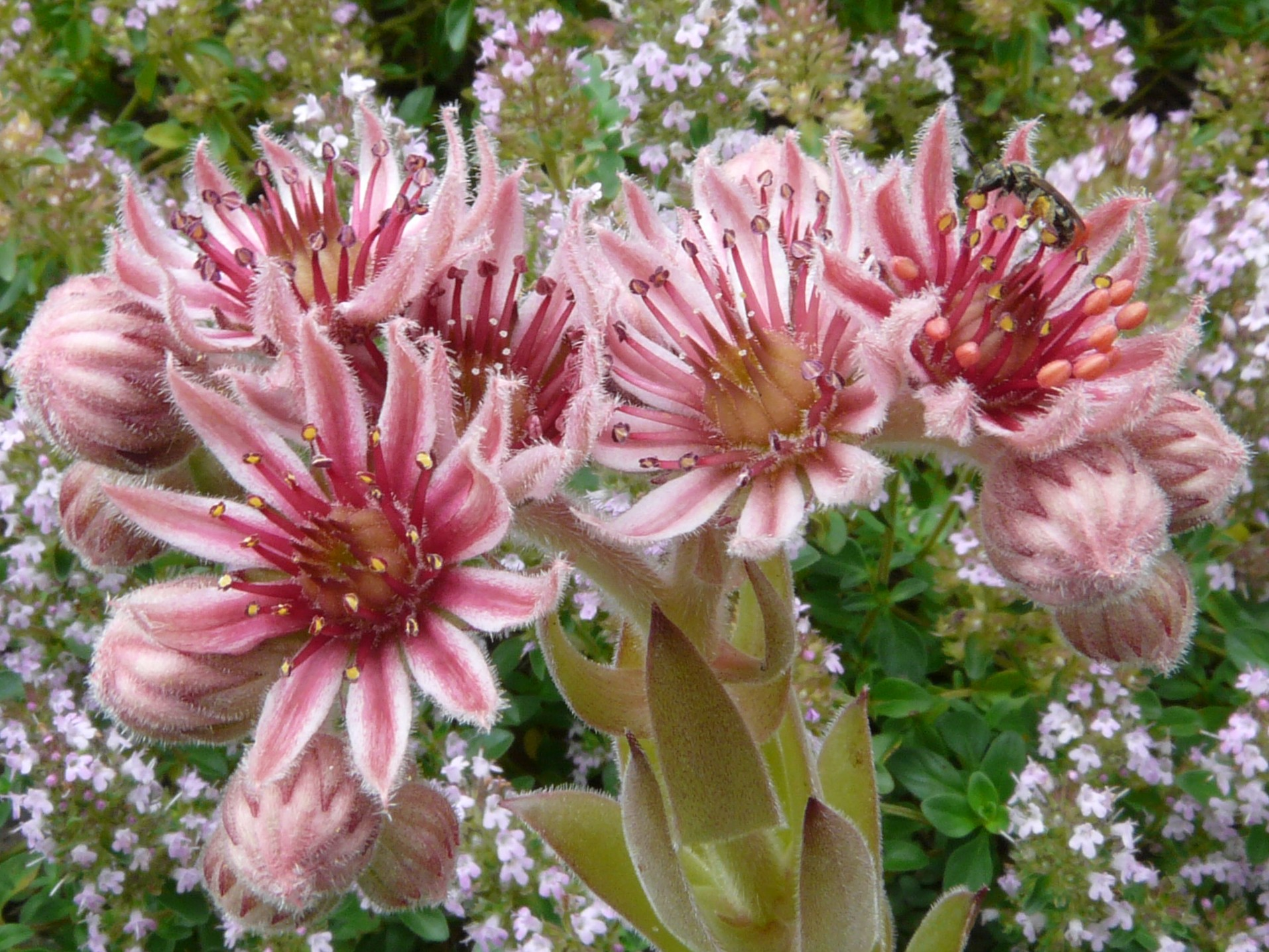
Borșișor (Sempervivum marmoreum)

Specii floristice (arbusti, flori și ierburi) semnalate în arealul rezervației naturale: scoruș (Sorbus dacica), scoruș-gecesc (Sorbus graeca), cununiță (Spiraea chamaedryfolia), mărul lupului (Aristolochia clematitis), Taraxacum hoppeanum - o specie carpato-balcanică, pesmă (Centaurea atropurpurea), paronihie capitată (Paronychia cephalotes), tămâioară (Viola jooi), hajmă păsărească (Allium flavum), lucernă (Medicago minima), borșișor (Sempervivum marmoreum), gușa porumbelului (Silene otites), tavalgă (Spiraea crenata), cimbrișor (Thymus comosus), o specie de plantă (Aurinia saxatilis) din familia Cruciferae și Waldsteinia geoides, element floristic ce aparține familiei Rosaceae.  
Fauna este reprezentată de câteva specii de amfibieni, pești și insecte; printre care: ivorașul-cu-burta-galbenă (Bombina variegata), buhaiul de baltă cu burta roșie (Bombina bombina), tritonul comun transilvănean (Triturus vulgaris ampelensis), zvârlugă (Cobitis taenia), precum și trei fluturi: Callimorpha quadripunctaria (fluturele-tigru), Euphydryas maturna și Leptidea morsei (fluturele de muștar).

## Imagini

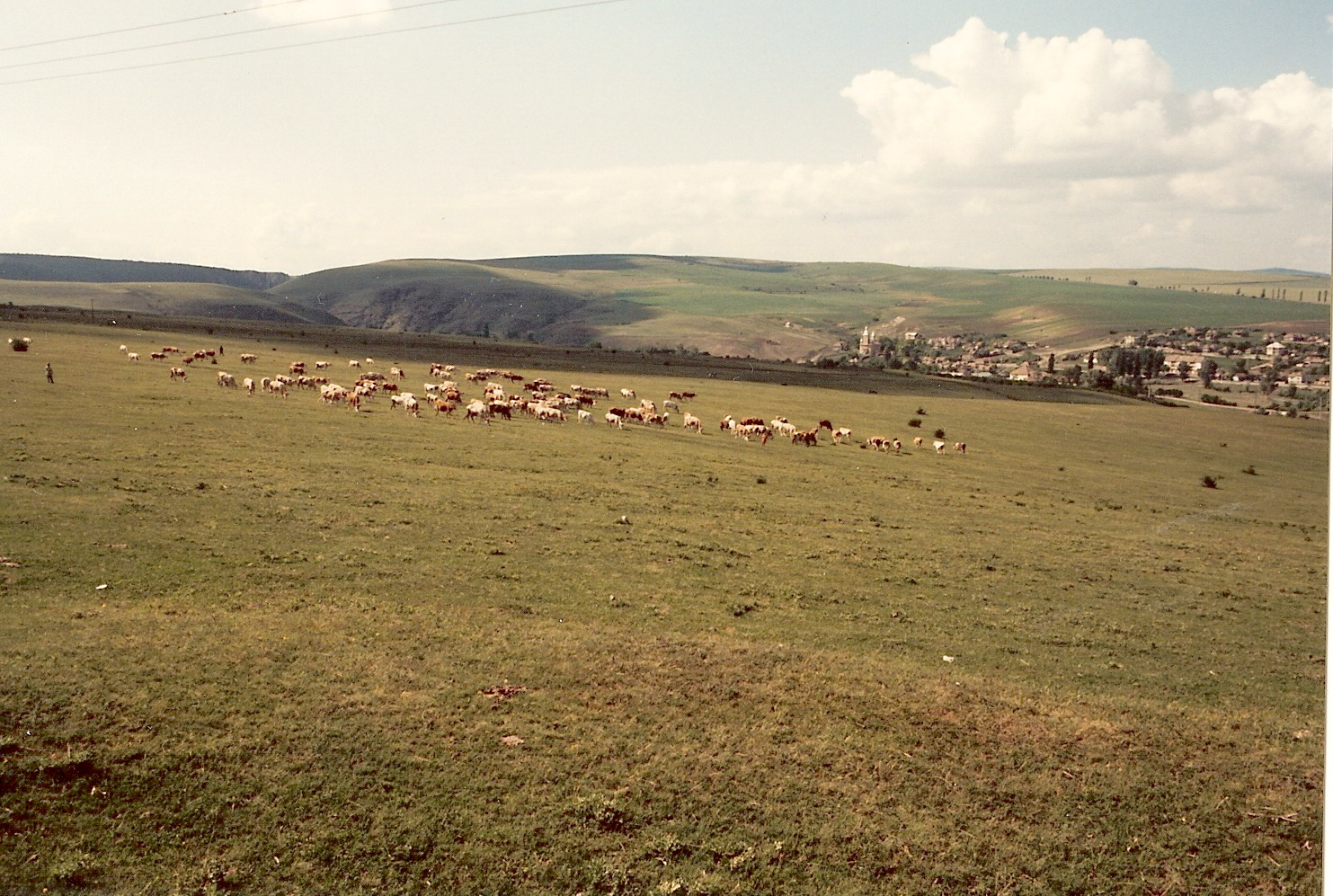
Cheile Turului
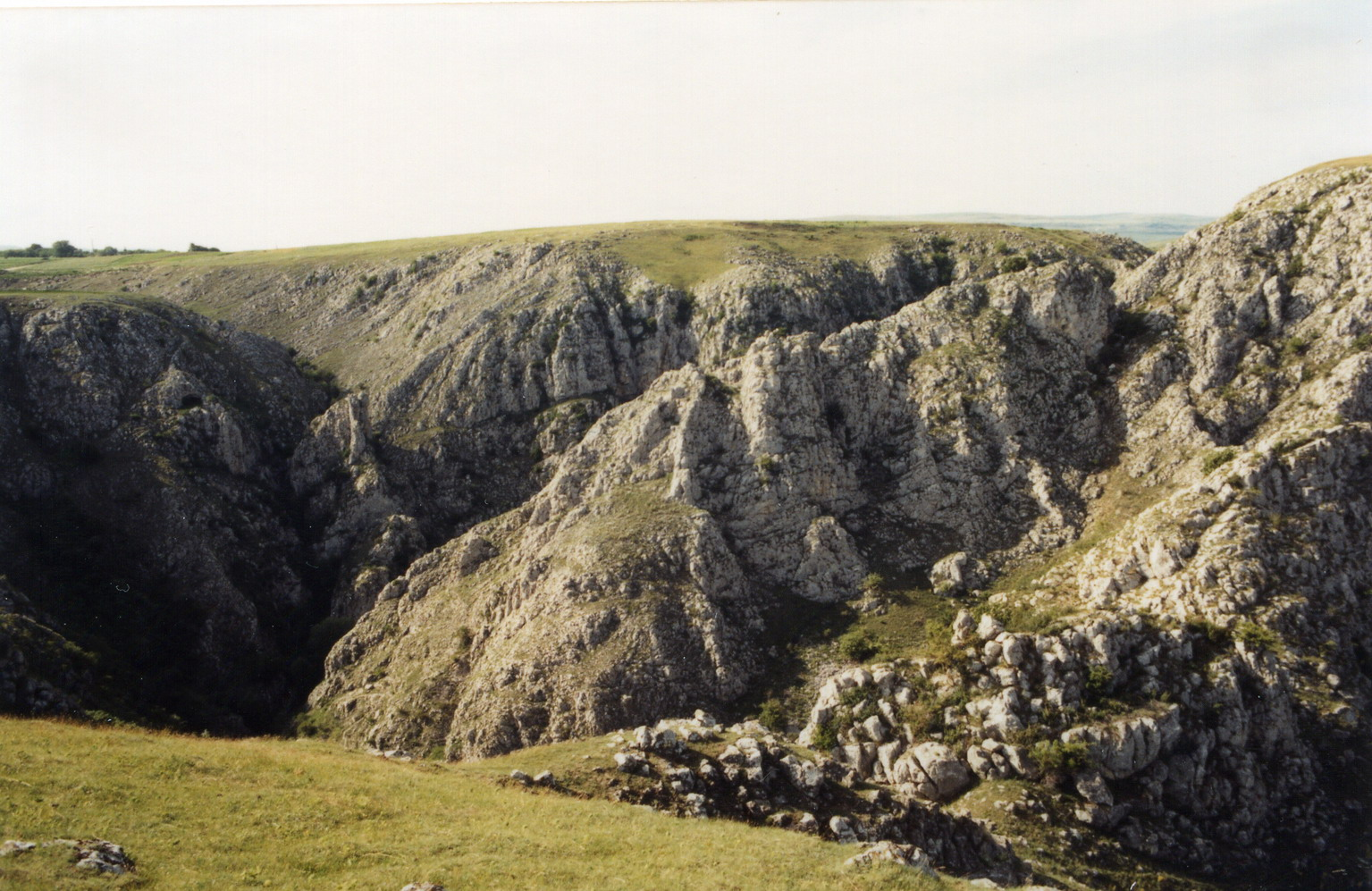
Cheile Turului
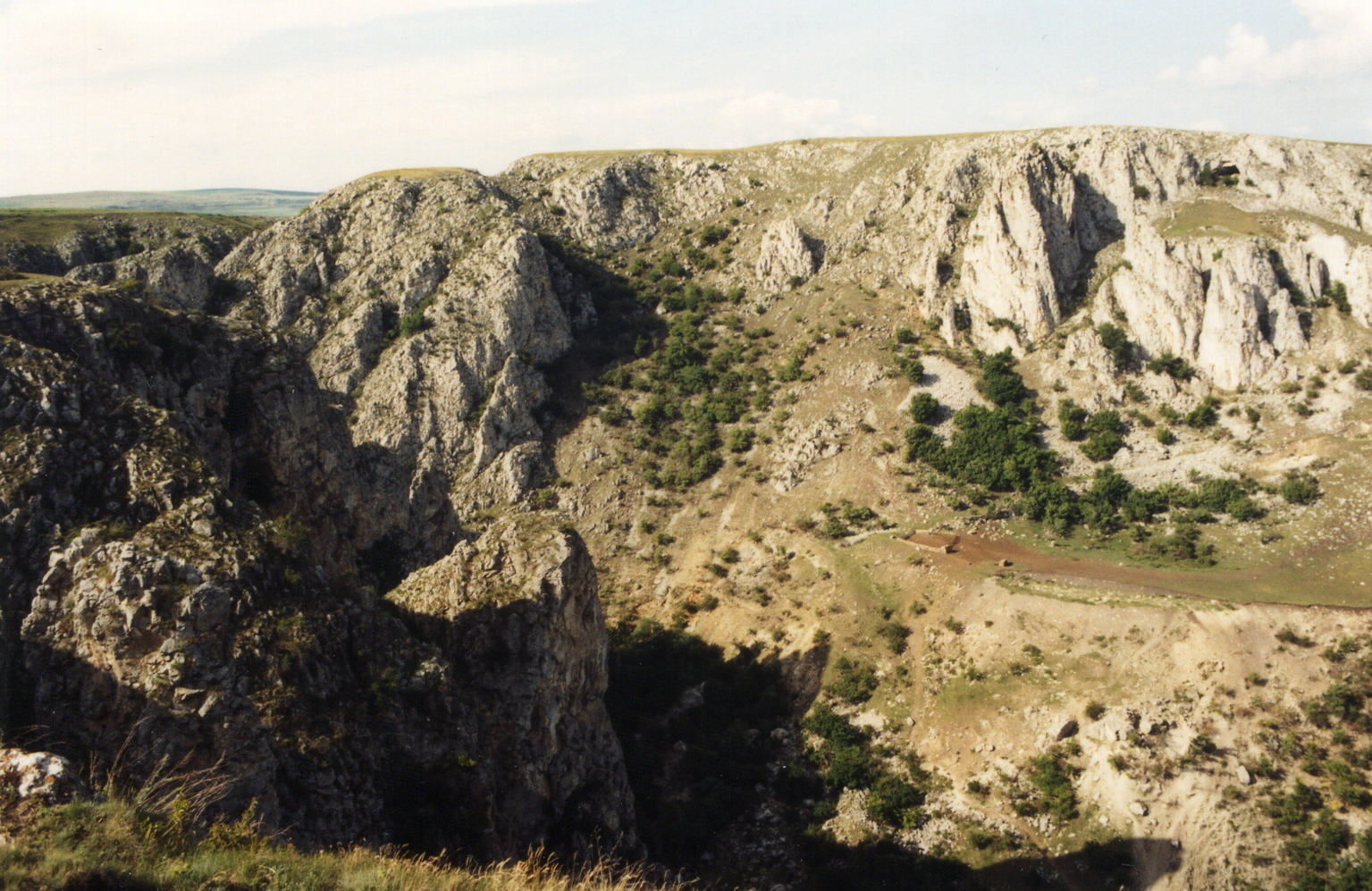
Cheile Turului
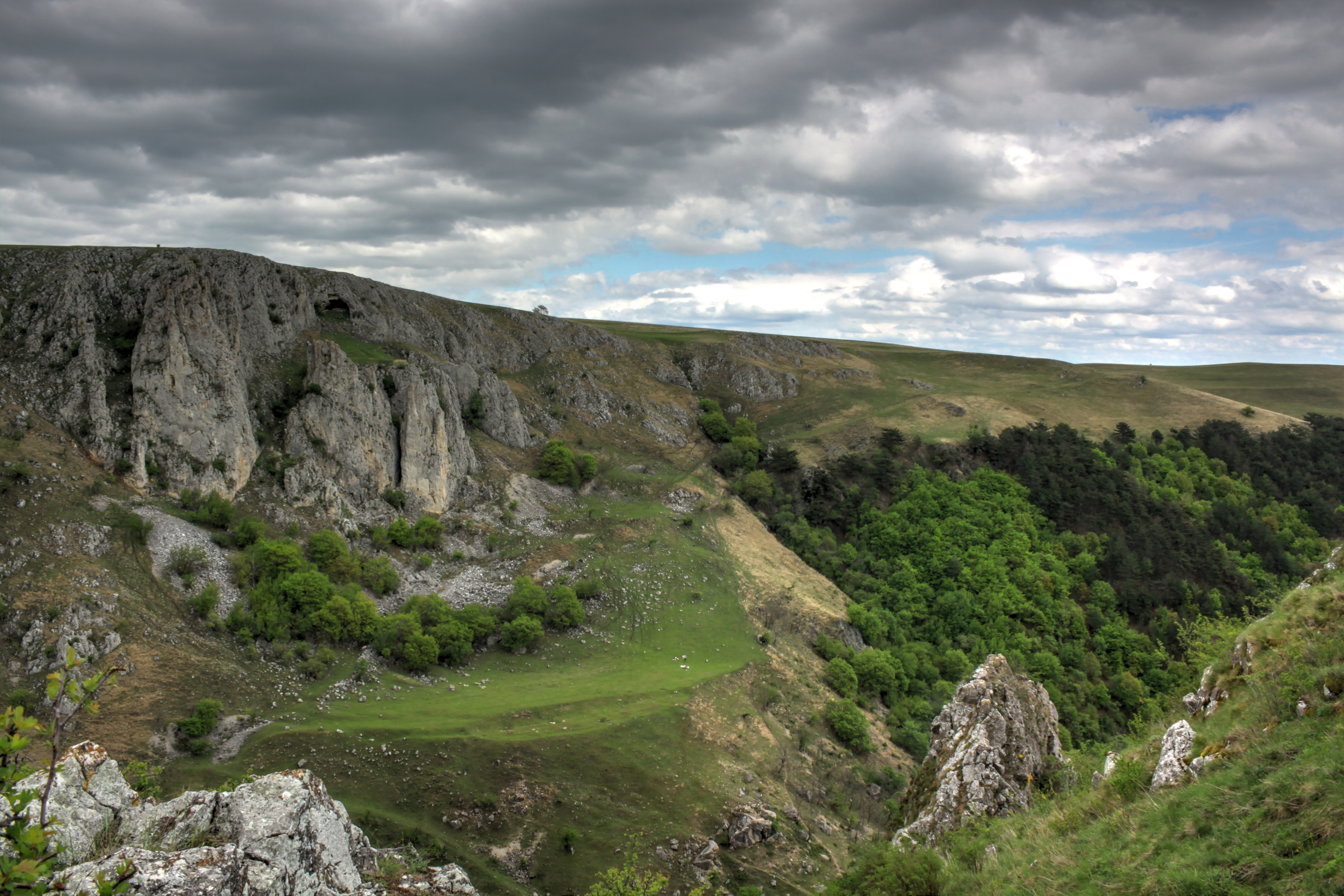
Cheile Turului
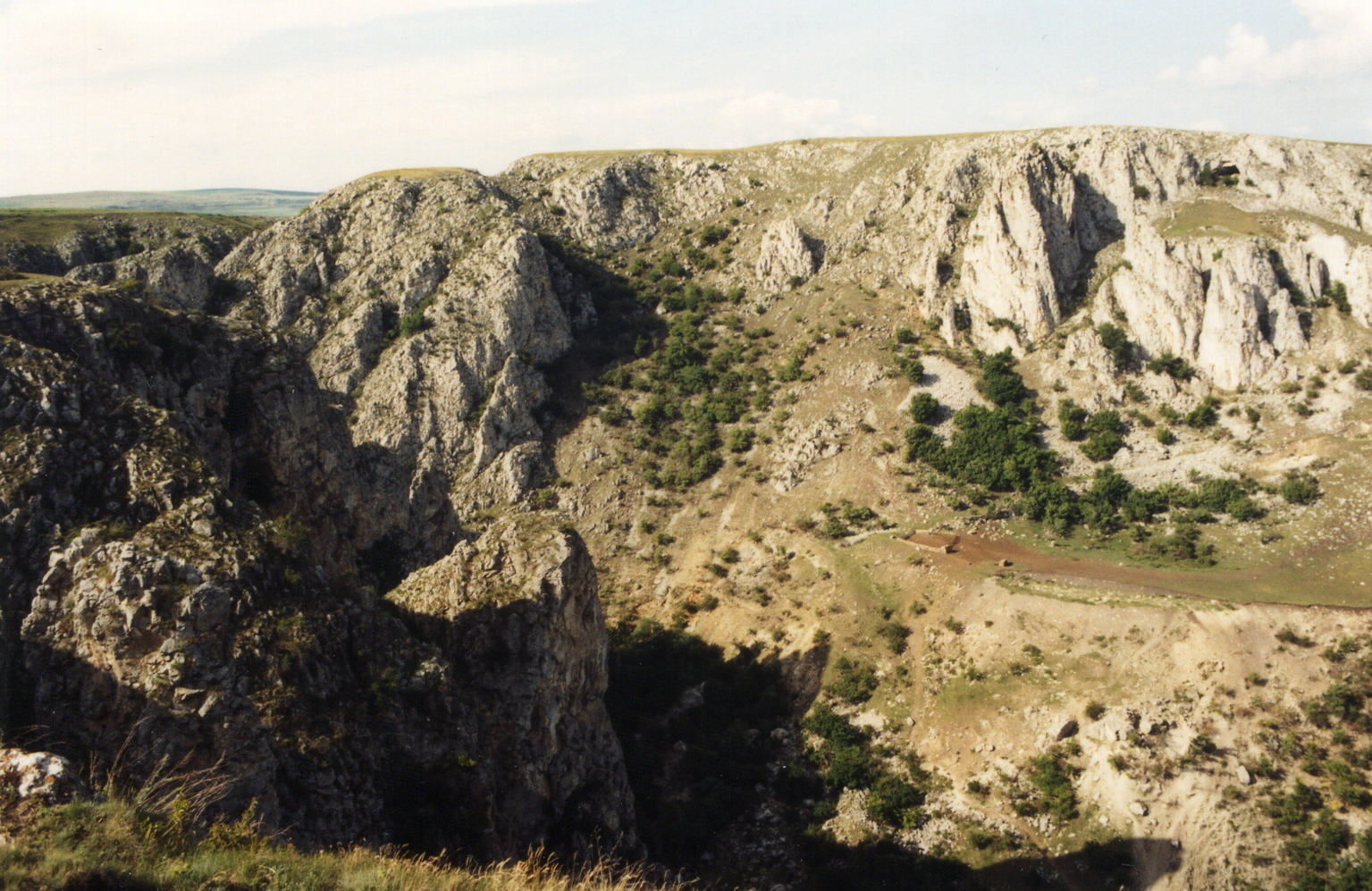
Cheile Turului
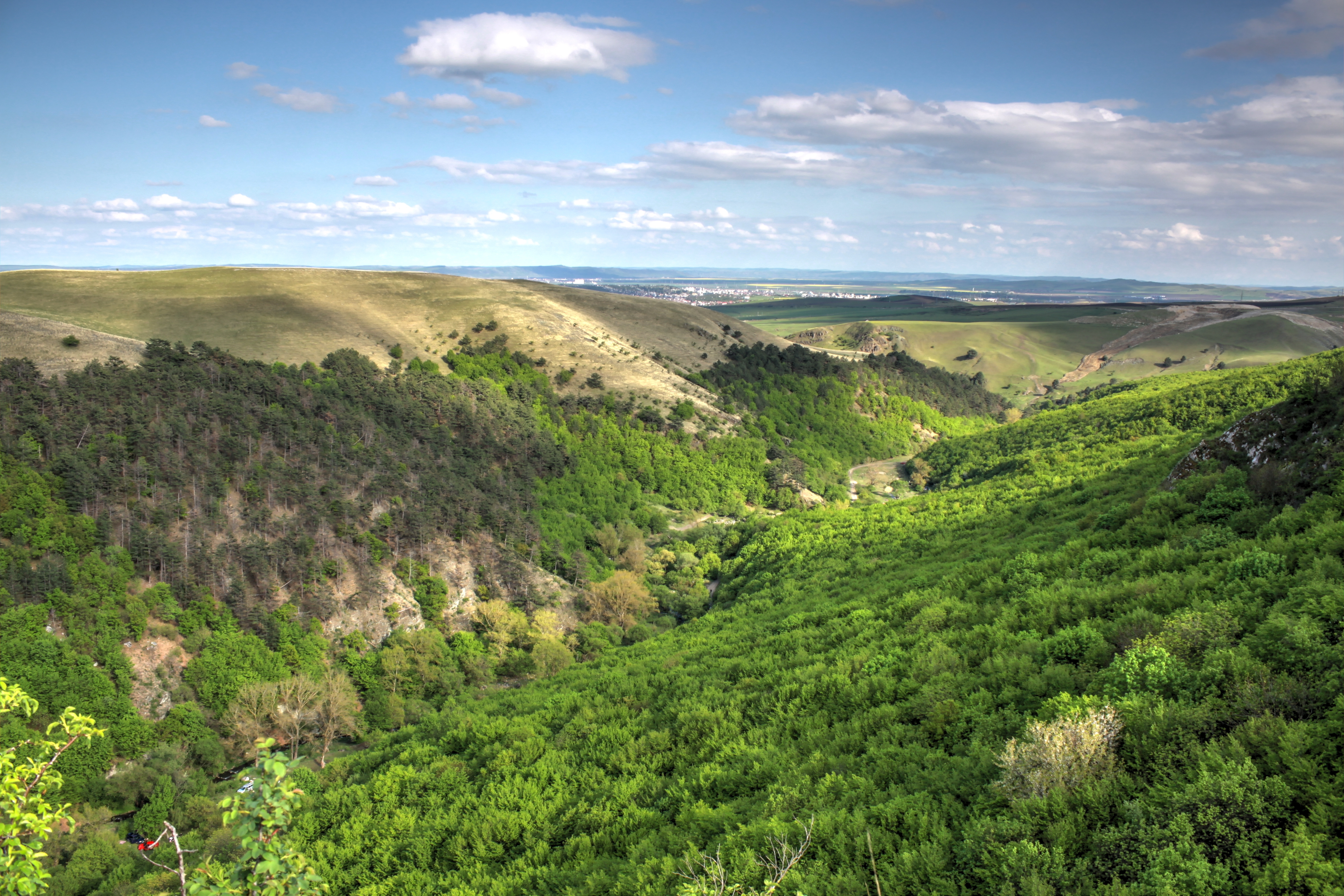
Cheile Turului
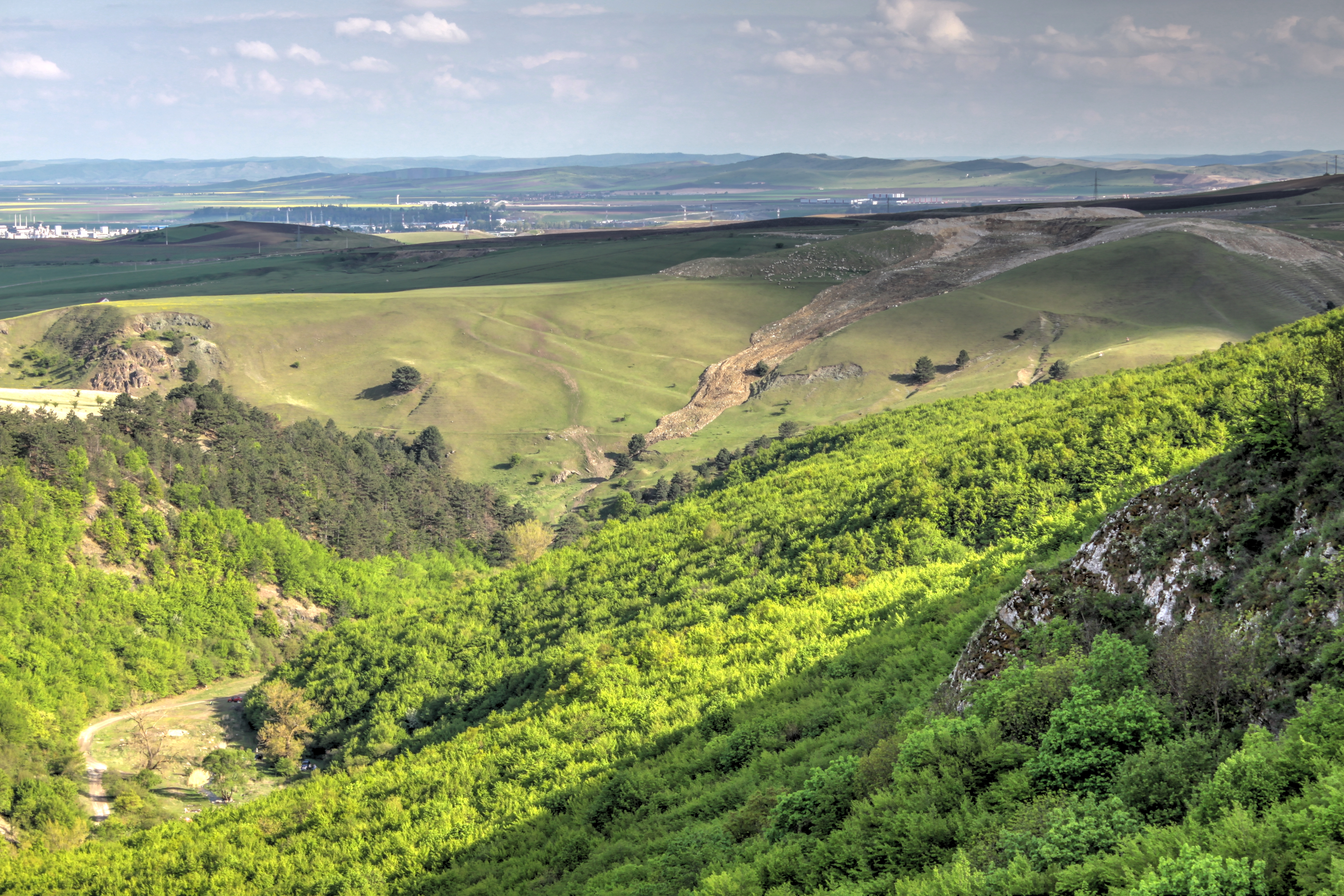
Cheile Turului
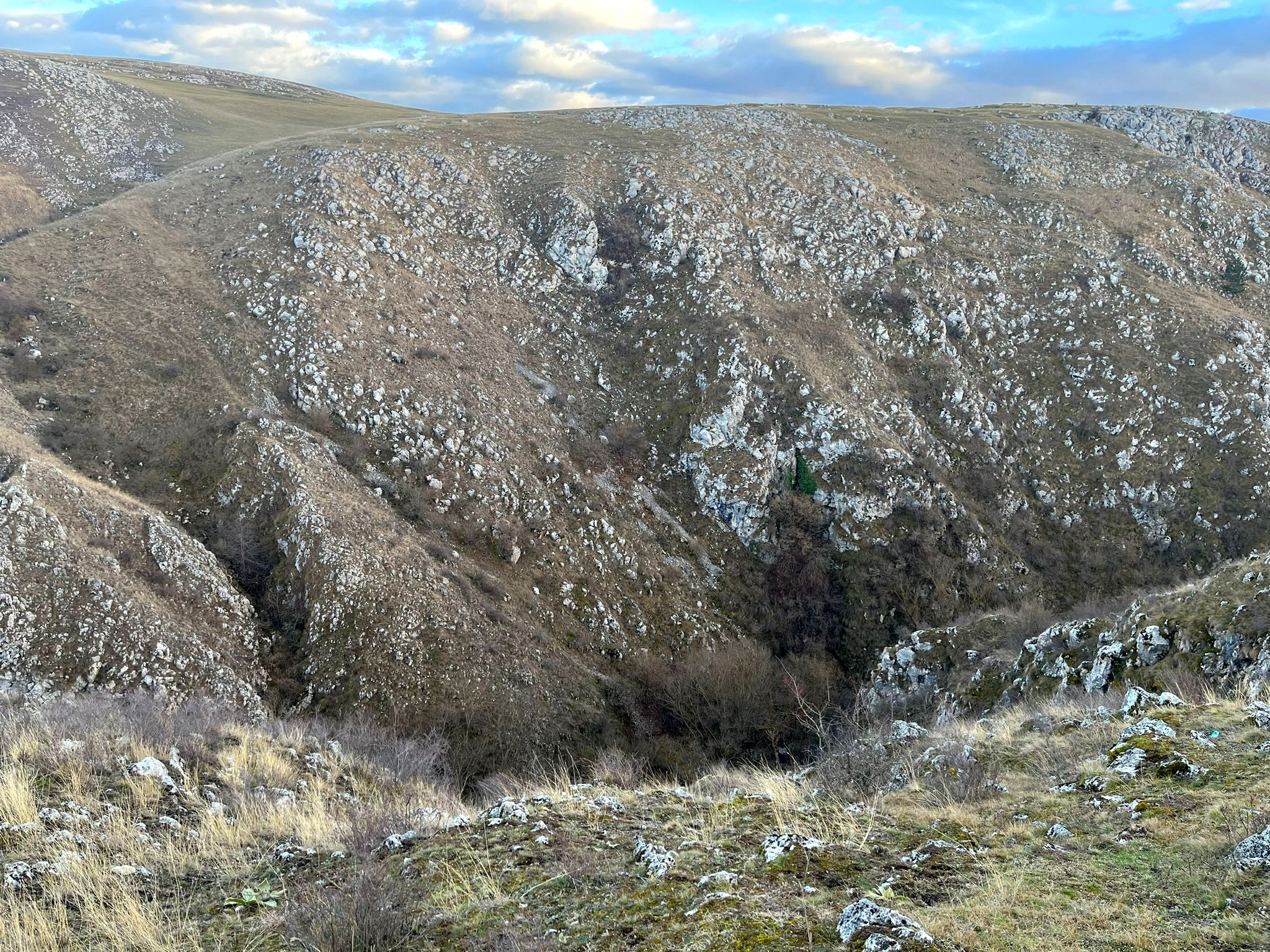
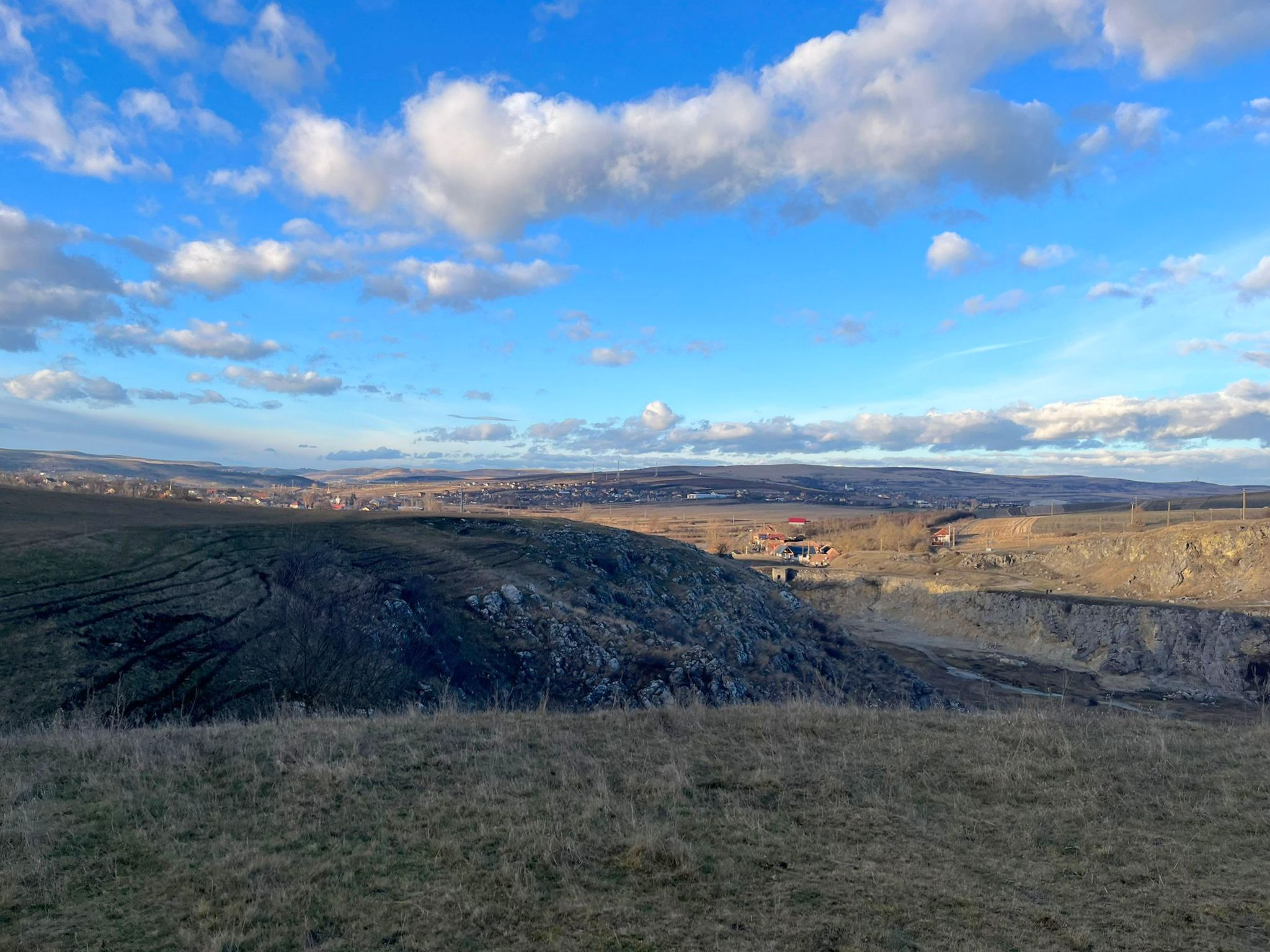
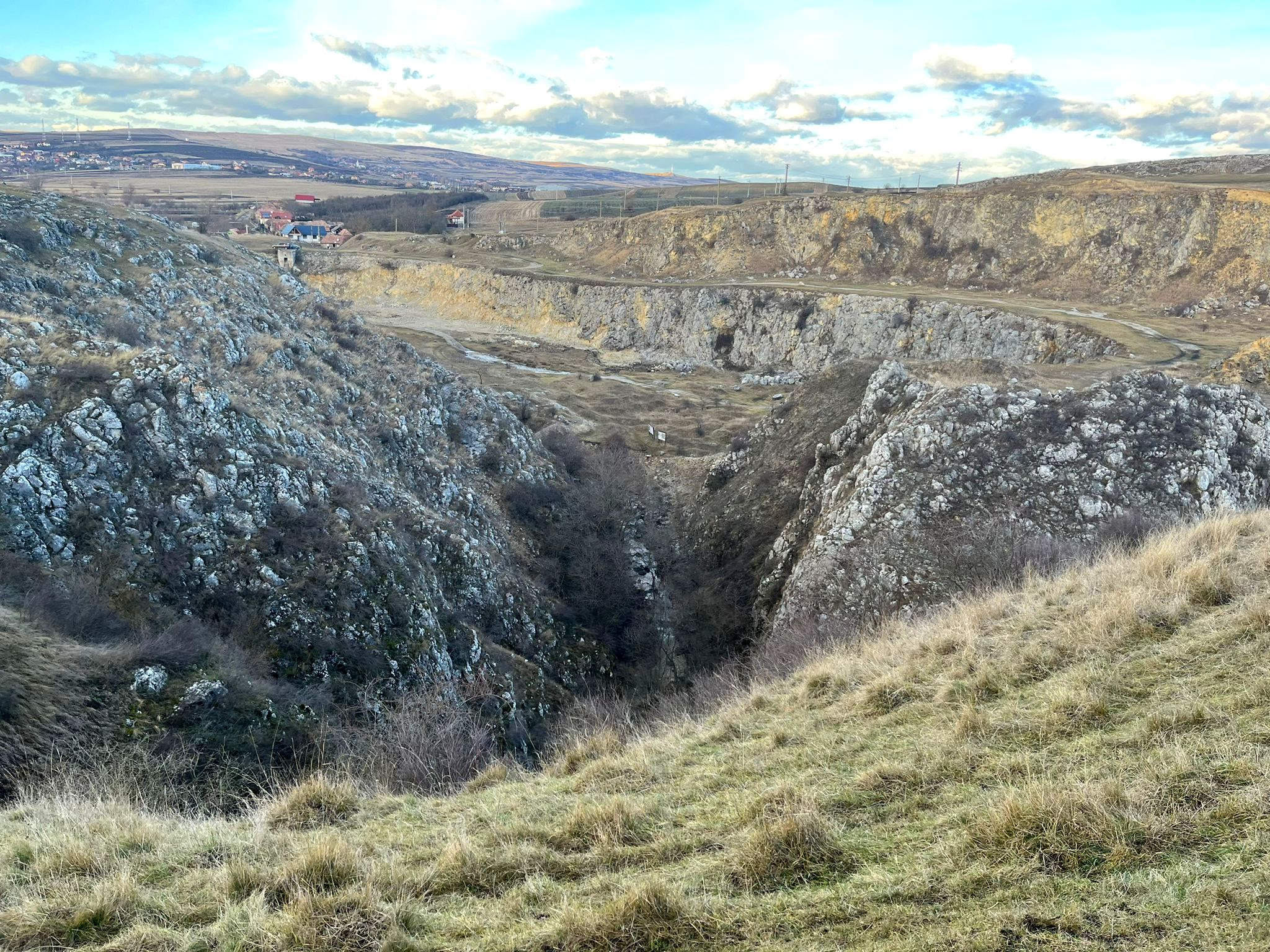
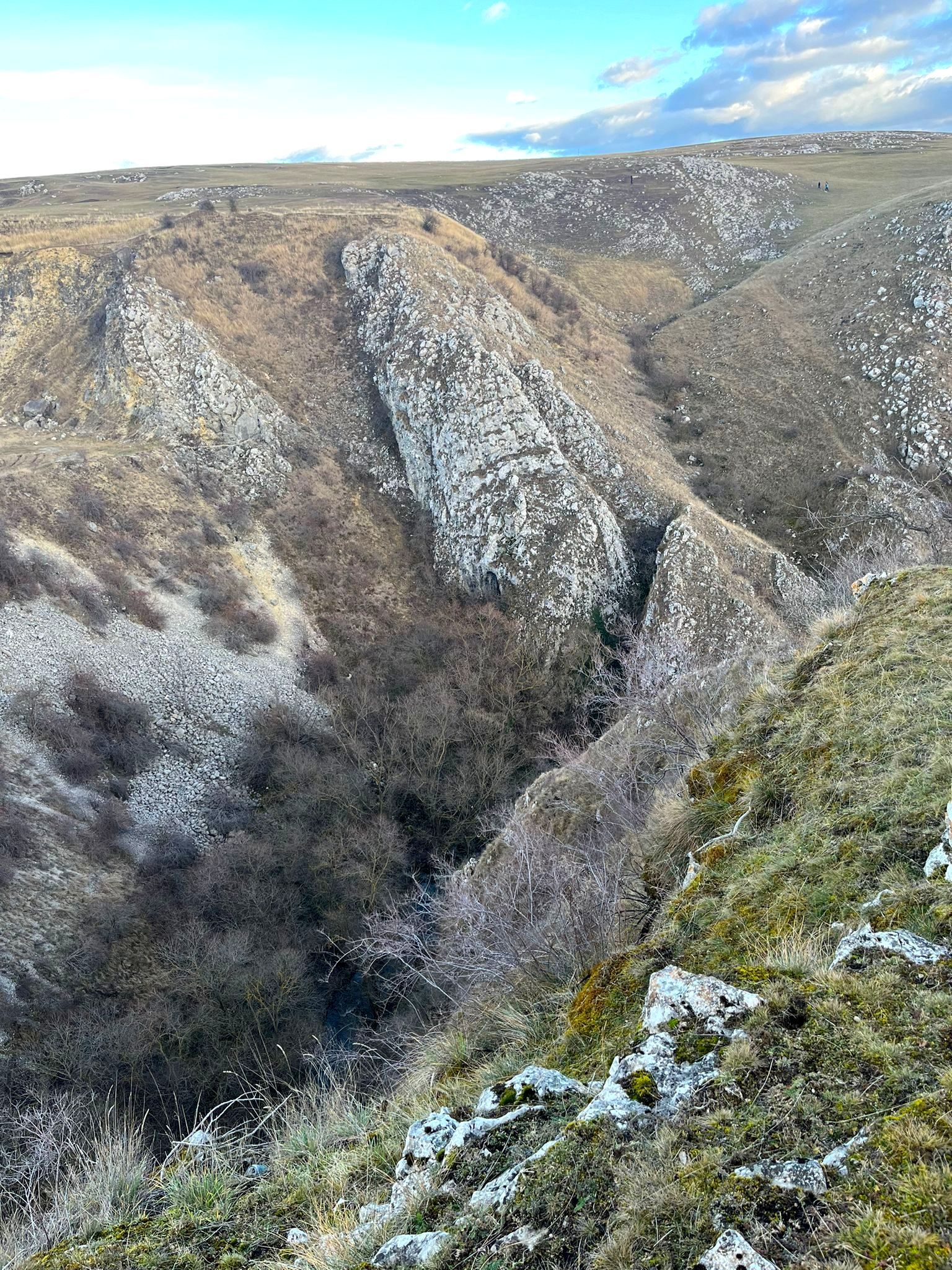
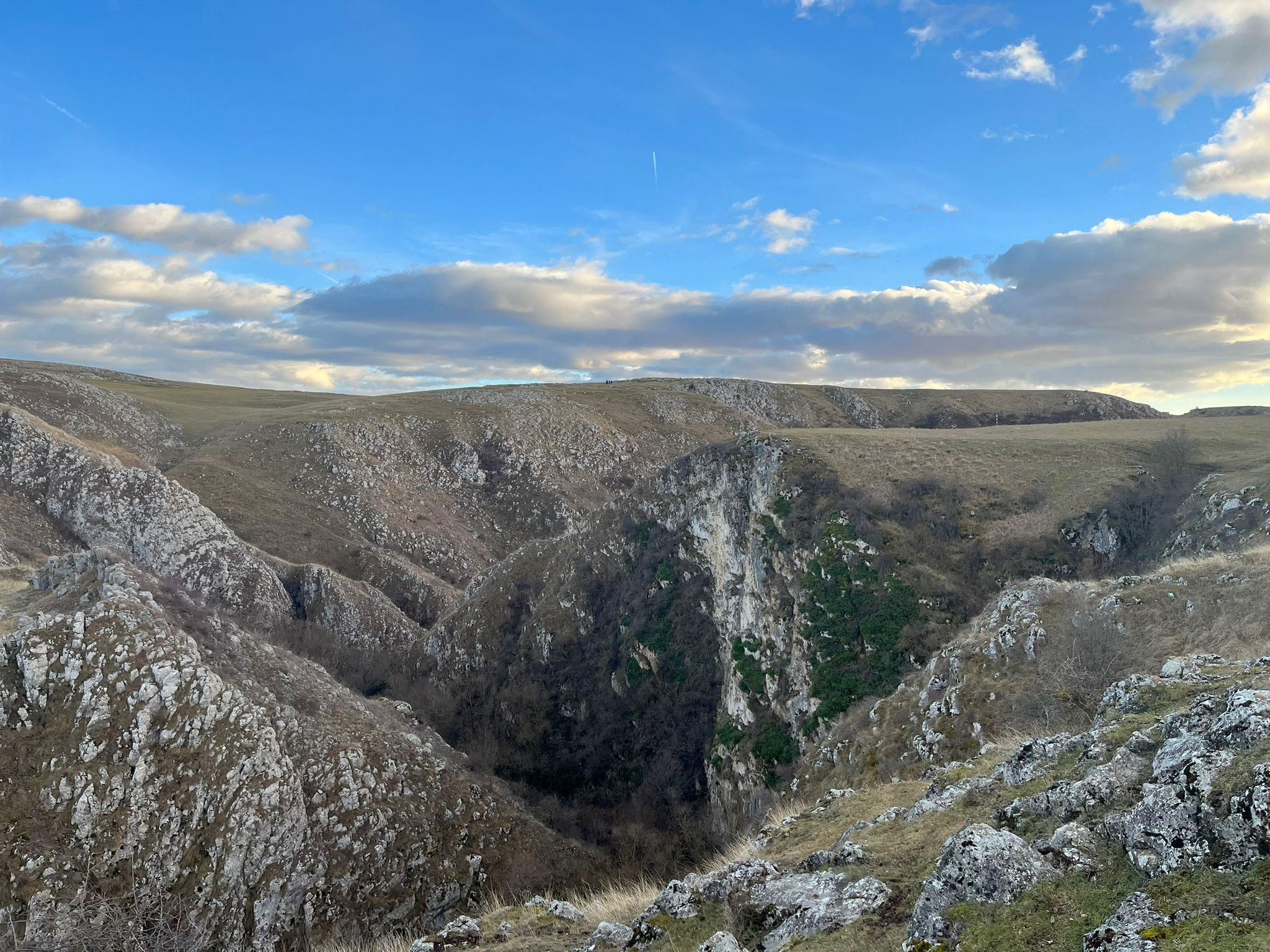
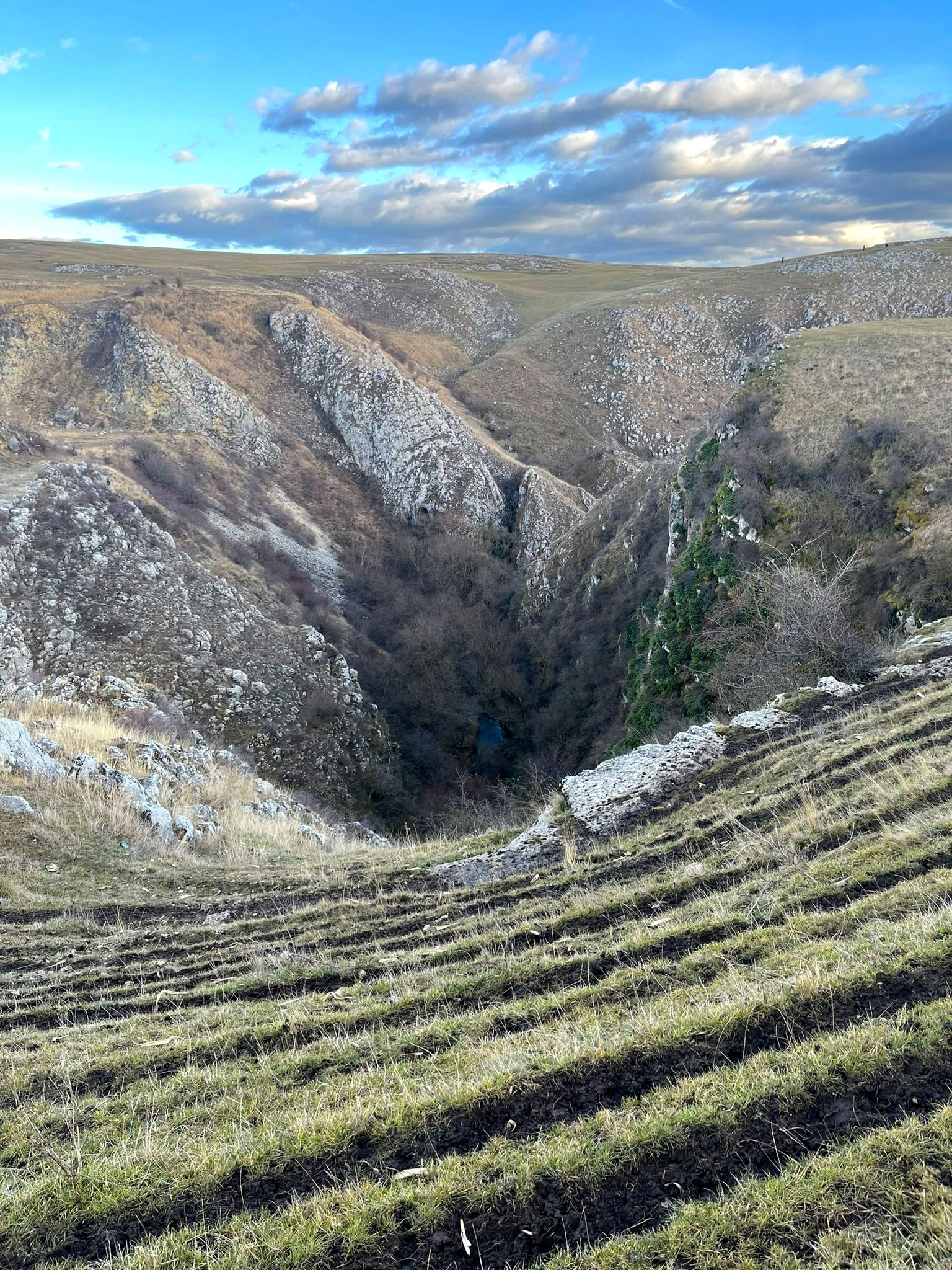
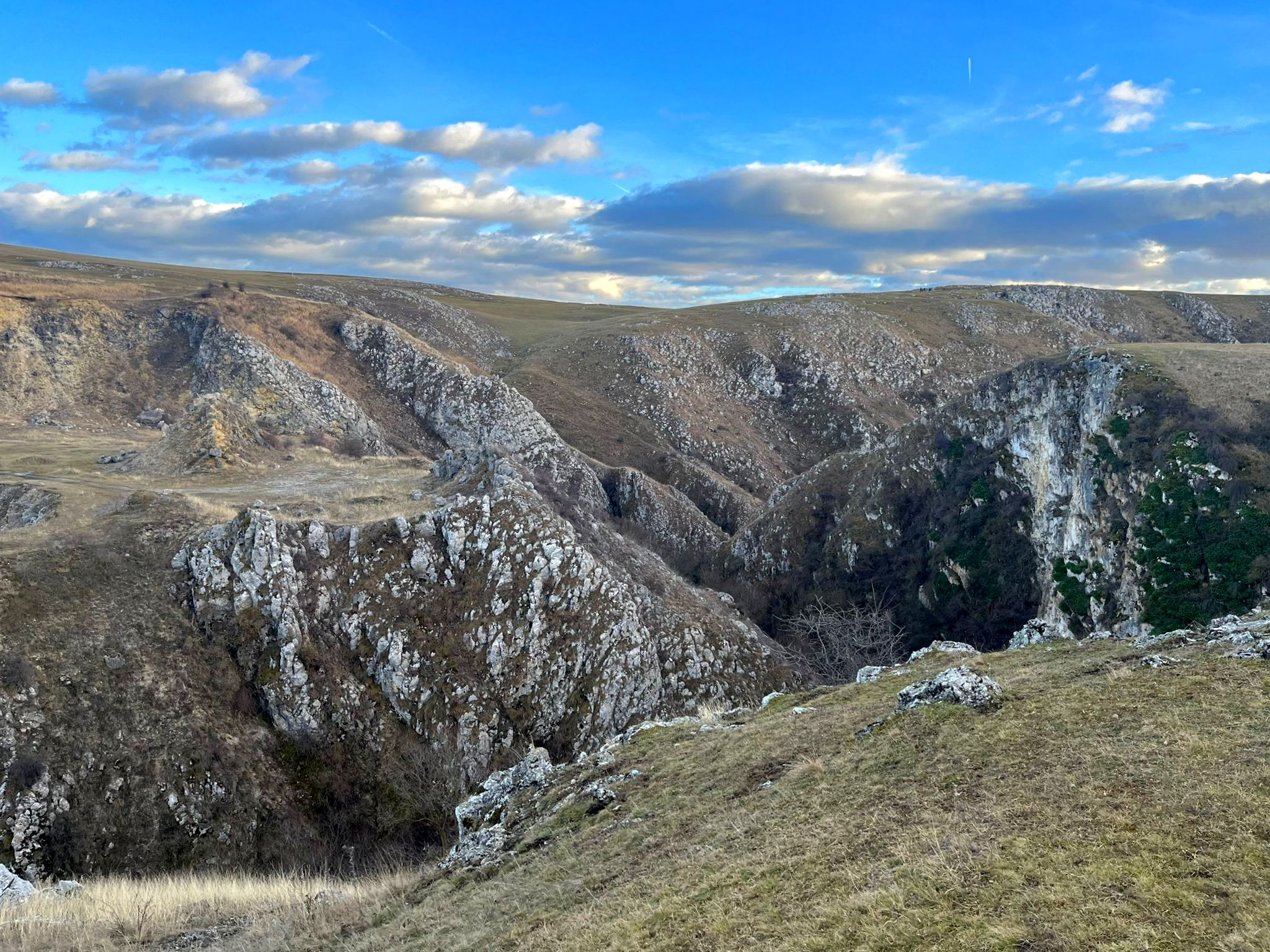
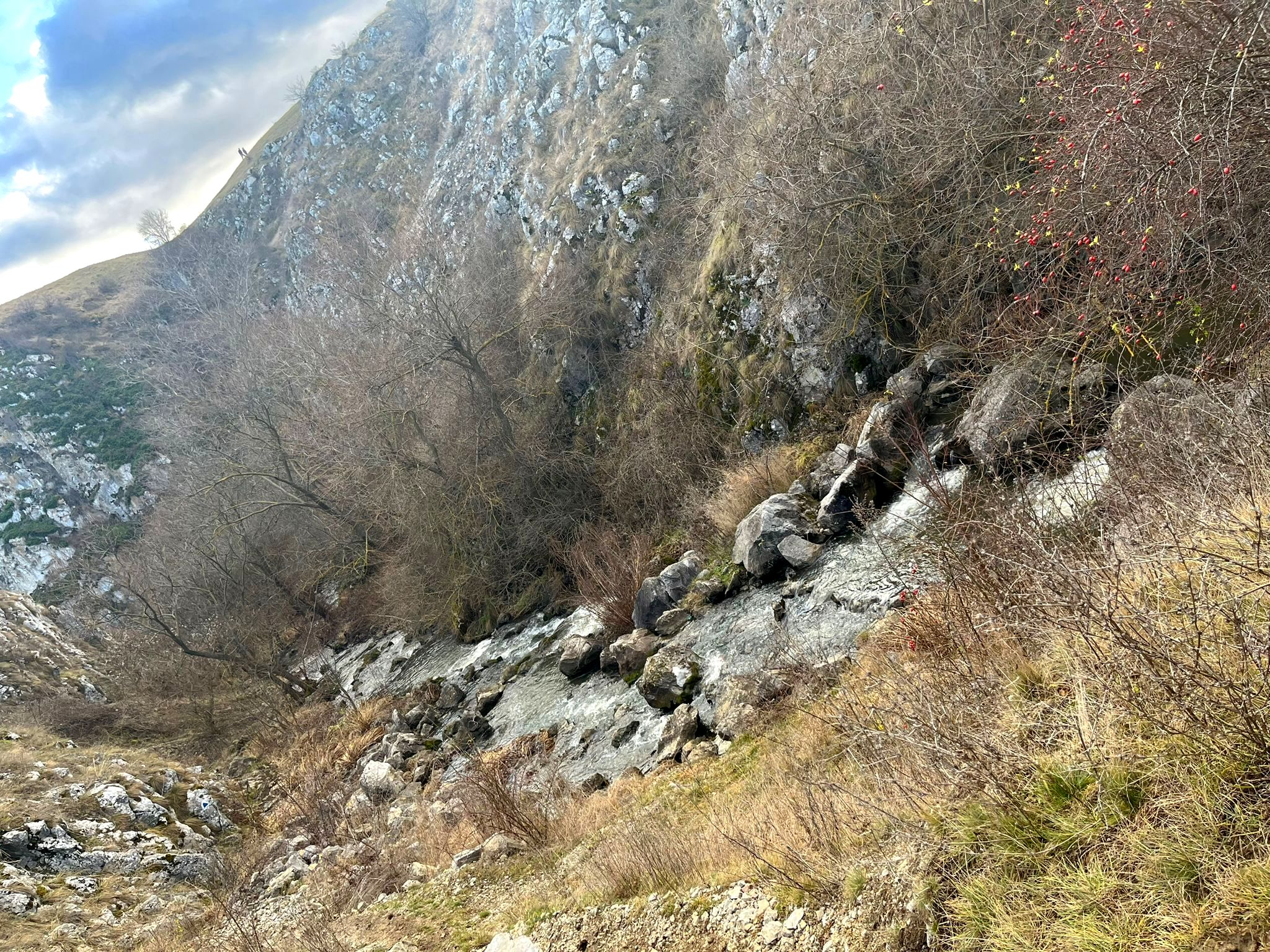
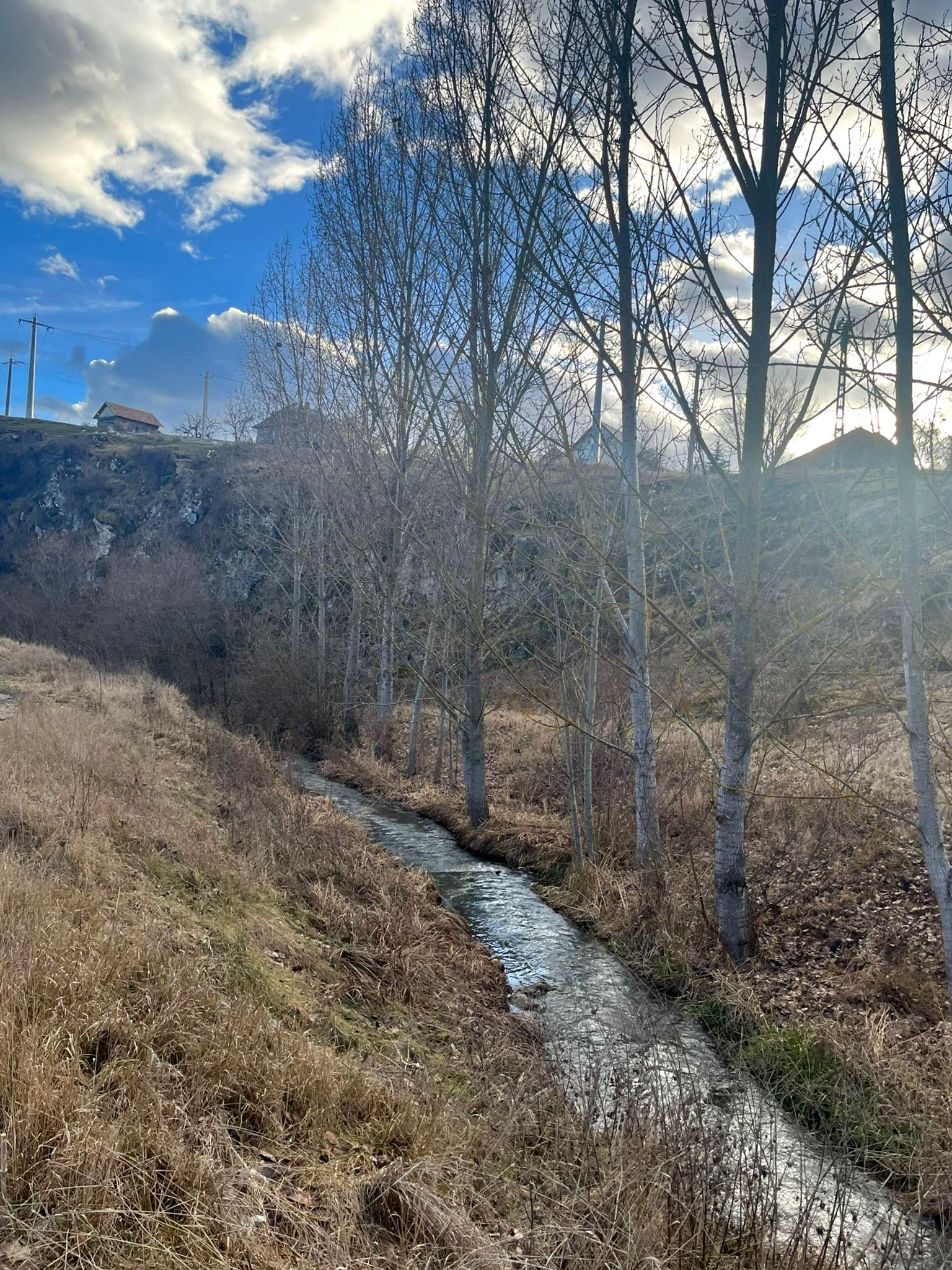